# 1801 en musique classique
| \| • Retour à la chronologie générale de la musique classique • \| |
| Grèce • Rome • Haut Moyen Âge • VIIIe siècle • IXe siècle • Xe siècle • XIe siècle XIIe siècle • XIIIe siècle • XIVe siècle • XVe siècle • XVIe siècle • XVIIe siècle XVIIIe siècle • XIXe siècle • XXe siècle • XXIe siècle |
| • Retour à la chronologie générale de la musique classique • |

| Années en musique classique : 1798 - 1799 - 1800 - 1801 - 1802 - 1803 - 1804    |
| Décennies en musique classique : 1770 - 1780 - 1790 - 1800 - 1810 - 1820 - 1830 |

Cet article présente les faits marquants de l'année 1801 en musique.

## Événements
- 21 avril : Geneviève d'Écosse, opéra de Simon Mayr, créé  à Trieste.
- 29 mai : Les Saisons,  oratorio de Haydn (composé en 1799-1801), créé au Burgtheater.

Date indéterminée
- Première édition du Clavier bien tempéré de Bach, simultanément à Bonn, Leipzig et Zurich.
- Beethoven compose sa Sonata quasi una fantasia no 14, dite sonate au clair de lune, op. 27 no 2.
- Publication des 6 quatuors à cordes op. 18 (no 1, no 2, no 3, no 4, no 5, no 6) de Beethoven.

## Naissances

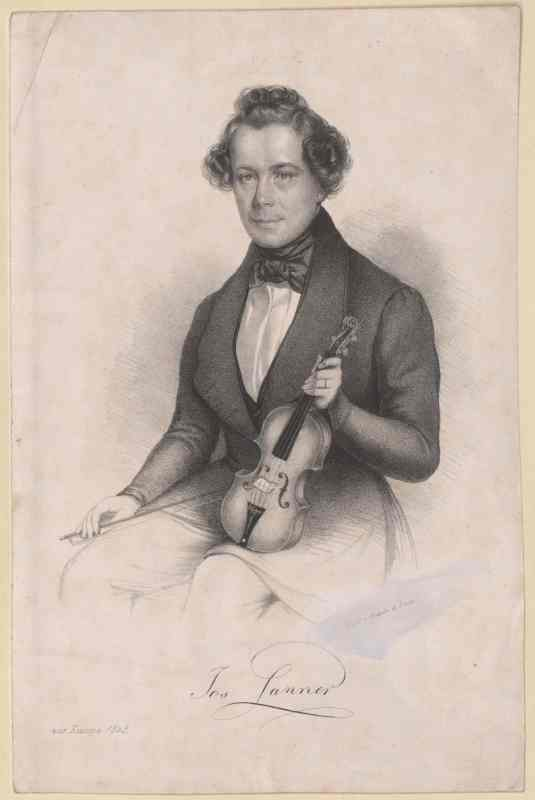
Joseph Lanner

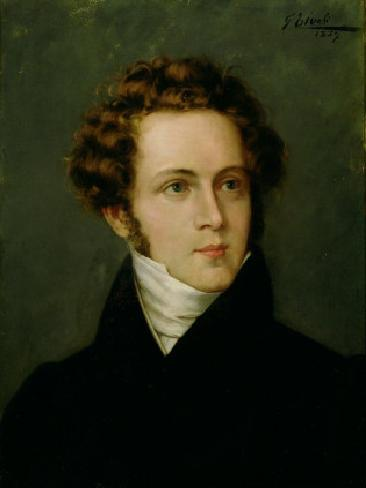
Vincenzo Bellini

- 23 janvier : Jean-François-Barthélémy Cokken, bassoniste et compositeur français († 13 février 1875).
- 29 janvier : Johannes van Bree, compositeur néerlandais († 14 février 1857).
- 1er février : Adolf Fredrik Lindblad, compositeur suédois († 23 août 1878).
- 6 février : Laure Cinti-Damoreau, soprano française († 25 février 1863).
- 21 février : Johannes Wenzeslaus Kalliwoda,  compositeur, chef d'orchestre et violoniste tchèque († 3 décembre 1866).
- 24 février : Casimir-Ney, altiste et compositeur français († 3 février 1877).
- 28 mars : Adrien de La Fage, compositeur et musicologue français († 8 mars 1862).
- 12 avril : Joseph Lanner, compositeur autrichien († 14 avril 1843).
- 27 mai : Domenico Cosselli, baryton italien († 9 novembre 1855).
- 3 juin : František Škroup, auteur-compositeur et chef d'orchestre tchécoslovaque († 7 février 1862).
- 29 juin : Pietro Alfieri, musicologue italien († 12 juin 1863).
- 23 octobre : Albert Lortzing, compositeur, librettiste, acteur et chanteur allemand († 21 janvier 1851).
- 3 novembre : Vincenzo Bellini, compositeur italien († 23 septembre 1835).
- 21 novembre : Letellier, chanteur d'opéra-comique et directeur de théâtre français († 17 août 1877).
- 30 novembre : Carl Maria von Bocklet, compositeur, pianiste et professeur de musique autrichien († 15 juillet 1881).
- 15 décembre : August Freyer, organiste et compositeur polonais († 28 mai 1883).
- 23 décembre : Marco Aurelio Zani de Ferranti, musicien italien, guitariste et compositeur pour son instrument († 28 novembre 1878).
- 27 décembre : Gustave Le Bienvenu-Dubusc, flutiste français († 1870).

Date indéterminée
- Joseph Ghys, violoniste et compositeur belge († 22 août 1848).
- Girolamo Maria Marini, librettiste d'opéra italien († 1867).

## Décès
- 11 janvier : Domenico Cimarosa, compositeur italien (° 17 décembre 1749).
- 21 mars : Andrea Luchesi, compositeur italien (° 23 mai 1741).
- 14 mai : Johann Ernst Altenburg, compositeur et trompettiste allemand (° 15 juin 1734).
- 30 juin : Caterina Cavalieri, cantatrice autrichienne (° 19 février 1760).
- 3 juillet : Jan Nepomuk Vent, compositeur et hautboïste bohémien (° 27 juin 1745).
- 31 août : Nicola Sala, compositeur italien (° 7 avril 1713).
- 23 octobre : Johann Gottlieb Naumann, compositeur allemand (° 17 avril 1741).
- 25 octobre : Joseph Touchemoulin, violoniste et compositeur français (° 23 octobre 1727).
- 9 novembre : Carl Stamitz, compositeur allemand (° 7 mai 1745).